# Azon
Azon (en italien, Azzone) (né à Bologne en 1190 et mort avant 1233) est un  savant jurisconsulte italien de la fin du XIIe et du début du XIIIe siècle .
Il enseigne le droit à Montpellier, puis à Bologne, sa ville natale.
Afin d’être en mesure de le différencier d’Italiens réputés et portant le même nom, Azon est aussi surnommé, Azzo Porcius, Azzone dei Porci, Azo Soldanus, ou encore « le Maître du droit et la source des lois » et « vaisseau d’élection ».

## Biographie

### Sa carrière
Azon étudie à Bologne, et bénéficie des enseignements de Irnerius .
Azon retourne dans la ville où il est né, afin d’y enseigner, ayant donc la fonction de Doctor legens, distincte de celle de jurisconsulte par sa nature académique et pédagogique. Il enseigne à l’école de droit de Bologne entre 1190 et 1229.
Lors de sa carrière, il influence et enseigne à plusieurs juristes éminents d’Italie. Par exemple, un de ses élèves est Accurse (Accursius) ; c’est ce dernier qui compile les travaux de nombreux glossateurs, dont Azon. L’ouvrage a pour titre le Glossa Ordinaria. La réputation d’Azon comme professeur de droit est bien connue en Italie. On raconte que ses enseignements étaient si convoités qu’il devait s’exprimer aux étudiants sur la place publique. Il rencontre des problèmes à Bologne, qui le contraignent finalement à quitter la ville. Il passe la prochaine décennie à enseigner à l’école de Montpellier.
Il composa plusieurs ouvrages savants réunis sous le titre de Summa Azonis, et une Glose sur le Digeste et le Code (Spire, 1482), qui jouit longtemps d'une grande autorité. Le prestigieux juriste bolonais, Azon, était en effet très respecté, déjà au XIIIe siècle. Ses opinions furent d’ailleurs intégrées au Glossa Ordinaria de son élève Accurse, jurisconsulte de Florence. Il s’agit d’un commentaire du Corpus Iuris.

### Le travail de Juriste etDocor Legens
Azon était un jurisconsulte, ses travaux servant de référence pour les autres praticiens. C’est particulièrement le Summa Codicis qui laisse la plus grande trace. Cependant, son rôle académique et sa fonction d’enseignant, à Bologne et à Montpellier, fait aussi d’Azon un doctor legens, c'est-à-dire un professeur de droit à l'Université Il enseignait le droit romain et était l'un des plus grands représentants de l'école des glossateurs. Son poste d’enseignant du droit, donc de doctor legens, lui permet de bénéficier d’avantages dans la société puisqu’il s’agit d’une position prestigieuse. Certains de ces avantages significatifs sont le droit de porter une arme, de revêtir une tenue spéciale, de se déplacer en toute sécurité et sans avoir à s’inquiéter des autorités locales, etc.

### École des Glossateurs
Au XIe et XIIe siècle, en Italie, sont qualifiés de glossateurs les étudiants du droit dans les Universités les plus réputées. Ces écoles sont donc surnommée «écoles des glossateurs». On y travaille à faire l’étude et les commentaires de ce qui était le droit romain. Les principales œuvres à faire l’objet de recherche demeurent le Corpus Iuris Civilis, code de loi qui fut édifié lors du règne de l’empereur romain Justinien (r. 527-565), le Decretum de Gratien (vers 1140) et le Liber Extra de Grégoire IX (1234) .
Les travaux effectués sont à l’origine de la transmission et de la réinterprétation du droit romain, à l’époque médiévale, visant son application. L’école de Bologne, d’où est issu Azon, est une des plus vieilles d’Europe, datant du XIe siècle. C’est d’ailleurs un des principaux centre d’étude du droit canonique et civil.

### Droit privé vs droit public
Dans le contexte juridique médiéval, il existe des distinctions notables entre le droit public et le droit privé. Les plus considérables sont celles établies par Azon, au tout début du XIIIe siècle:  « le droit public se définit par sa finalité : tout ce qui est utile à l’ensemble des individus est du droit public et peut être imposé, garanti et même sanctionné par une autorité ; le droit privé sert l'intérêt des personnes privées ;  au juriste de déterminer les critères de distinction et de délimité les deux domaines.[...]»

## Œuvres
- Summa codicis : C’est l’ouvrage le plus répandu d’Azon, publié en 1209, qui constitue un commentaire détaillé du code de Justinien[3]. Sa réputation était immense, les étudiants du droit se devant d’avoir fait sa lecture. L’ouvrage aborde plusieurs thèmes. Par exemple, un extrait porte sur la nature du pouvoir royal est souvent cité: « [...] l’empereur possède le dominium mundi quant à la juridiction, il jouit du merum imperium [...]»[9]. De plus, l'œuvre traite de manière extensive, face aux travaux des prédécesseurs d’Azon, le rôle des corporations ainsi que des représentants de ces dernières[10].
- Lectura
  - (la) Ad singulas leges XII librorum Codicis Iustinianei commentarius, Paris, Sébastien Nivelle, 1577 (lire en ligne)
- Glossae
- Brocarda

## La transmission des Œuvres
Le succès de cette oeuvre est mesuré par sa transmission et l’abondance de copies qui ont été faites. Aujourd’hui, la copie la mieux préservée du Summa Codicis se trouve au Vatican. Sa préservation est indispensable afin de permettre sa traduction et son étude. Un ensemble de 331 feuillets constituent le travail d’Azon, et est accompagné de 640 rubriques, qui prennent le nom de Consuetudines feudorum, ces dernières étant toutefois l'œuvre de l’élève d’Azon, Accurse. L’historien français Ernest Langlois avance que le Summa Codicis serait l’oeuvre d’un unique copiste, qui ne serait cependant pas le même que pour le Consuetudines feudorum d’Accurse. Cette hypothèse est réfutée par les études paléographiques se portant sur le manuscrit ; on découvre que « plusieurs mains se sont relayées dans l’exécution de la copie, dans une littera textualis tantôt formata, tantôt media, tantôt currens.» . La littera textualis s’explique par la calligraphie soignée avec laquelle le manuscrit est rédigé. C’est une écriture médiévale, principalement employée entre le XIIe et le XVe siècle pour la copie. Cette forme de calligraphie se divise en trois variantes. La première, formata, est la plus élégante et elle sert dans les manuscrits importants. La seconde, media, est un intermédiaire entre les trois variantes. Elle est aussi soignée et très lisible, mais est plutôt employée pour des ouvrages moins prestigieux. Enfin, la variante currens est la forme la plus cursive, les lettres sont moins bien formées et l’espacement est réduit. Cette calligraphie est très pratique lorsqu’un manuscrit doit être produit rapidement.
La transmission médiévale de l’oeuvre est vérifiable en raison du système de peciae, plusieurs attestations  mentionnent le Summa Codicis. Afin de permettre à plusieurs copistes de travailler simultanément sur un même projet, les universités offraient la location de peciae, des cahiers non reliés, ainsi qu’un exemplar, le modèle corrigé sur lequel se fier lors de la transcription. C’est en faisant l’étude des archives universitaires et de libraires que sont découvertes de multiples mentions du Summa Codicis, grand indice de sa diffusion .

### Les contrats des copistes
Azon traite, avec trois collègues, Rainerius, Salatiele et Rolandinus de Passegeriis, des maîtres notaires, des conditions et des résultats obtenus de différents contrats conclus avec des copistes. Ces derniers étaient souvent difficiles et dispendieux. En effet, la copie d’un seul livre pouvait durer une année complète, et nécessiter la peau de 50 moutons afin de produire les manuscrits. Les livres étaient entreposés dans des stationes, des ateliers, et étaient recopiés par des scriptores, les copistes. Lorsque le livre était loué par un enseignant ou un étudiant, c’est la responsabilité de ce dernier d’engager à son tour un copiste, afin de dupliquer l’ouvrage. Une adaptation du droit romain permet deux types de contrats chez les copistes: le locatio conductio operarum ainsi que le locatio conductio. Dans le premier cas, le copiste prend le titre de bailleur (locator) et le client celui de preneur (conductor). Le bailleur offre ses services, en gardant un certain contrôle sur les ressources utilisées. Le contrat contraint cependant le copiste à ne pas accepter d’autres projets. Dans le second cas, c’est plutôt l’inverse ; le copiste est le preneur, et le bailleur, qui transmet l’ouvrage à copier et fournit les matériaux à utiliser lors du travail. L’apport d’Azon, que l’on retrouve dans son Summa Codicis, reconnaît et accepte que la distinction entre les deux types de contrats est devenue difficile à faire. Il s’agit d’une surprise pour plusieurs historiens, dont Osvaldo Cavallar, en raison de la rigoureuse position de défenseur du droit romain qu’adopte Azon.

### Réglementation des honoraires
À l’époque médiévale, l’accès à un avocat, dans l’optique d’obtenir une représentation légale, n’était pas gratuite, mais demeurait relativement abordable. Toutefois, il existait des problèmes en ce qui concerne le refus de certains clients à verser les honoraires, par exemple lorsque l’affaire d’un client résultait en un échec. Azon s'intéressa à cette question, au tout début du XIIIe siècle, lors d’une «Quaestio Disputata», ou «question disputée», dans sa traduction française. Il s’agit d’un débat structuré autour d’une question précise, ayant pour objectif d'arriver à une conclusion raisonnée sur le sujet. en s’appuyant sur les manuels juridiques disponibles à l’époque, Azon trancha que les avocats seraient rémunérés de manière proportionnelle à la valeur de leur représentation, et de manière indépendante au résultat de l’affaire du client.

## Héritage
Une phrase célèbre permet de mettre en lumière l’importance du rôle d’Azon dans le milieu juridique. En italien, «Chi non ha Azzo, non vada al palazzo» se traduit en français par: Qui n’a pas Azo de son côté, ne sera digne d’être nommé jurisconsulte. En effet, Azon était la référence en matière de droit.

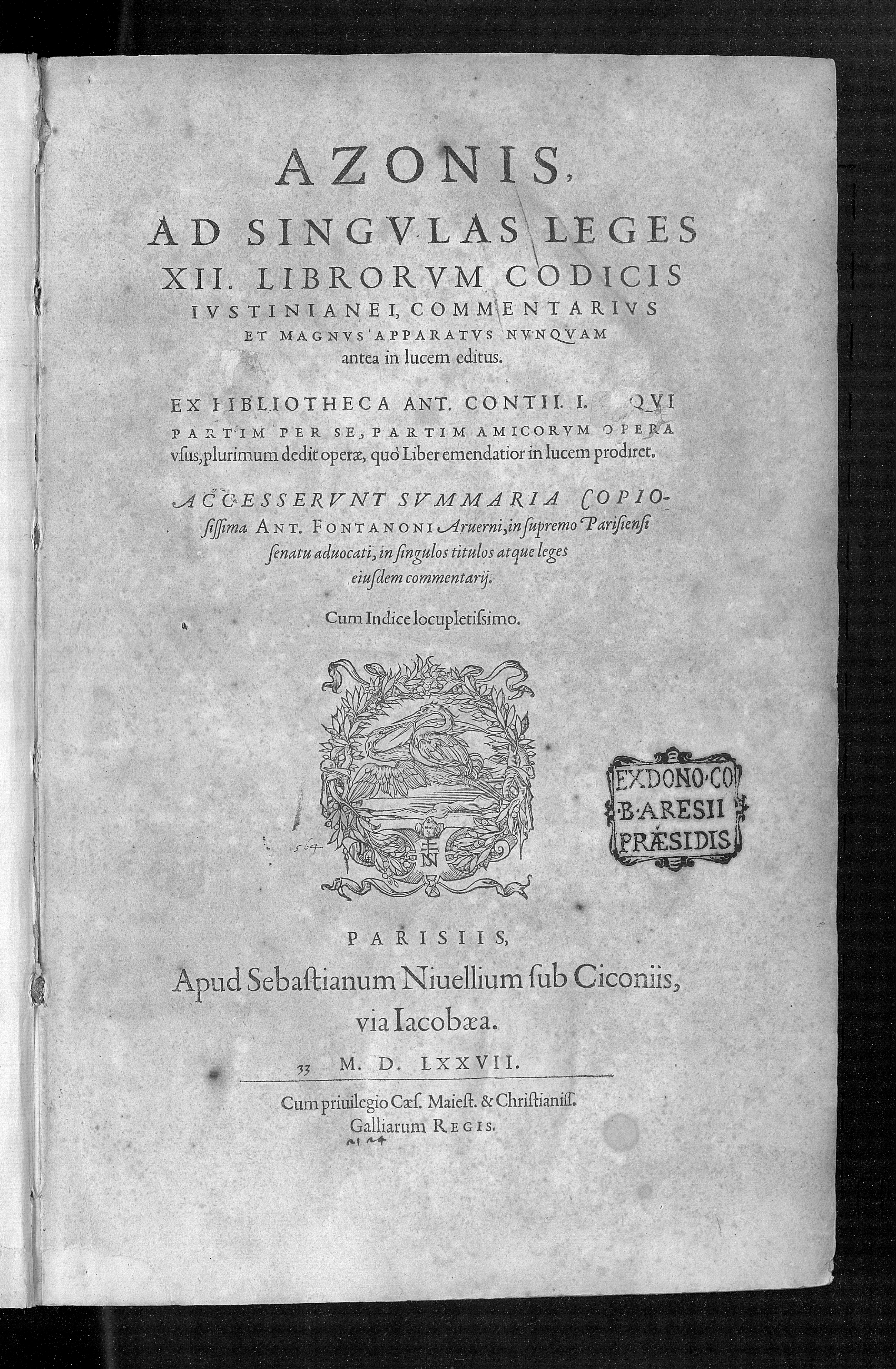
Ad singulas leges XII librorum Codicis Iustinianei commentarius, 1577

## Source
Marie-Nicolas Bouillet  et Alexis Chassang (dir.), « Azon » dans Dictionnaire universel d’histoire et de géographie, 1878 (lire sur Wikisource)
BERGER, Adolf, « Encyclopedic Dictionary of Roman Law », Transactions of the American Philosophical Society, vol. 43, n° 2, 1953, p. 333‑809.
BIU, Hélène, « La Somme Acé : prolégomènes à une étude de la traduction française de la « Summa Azonis» d’après le manuscrit Bibl. Vat., Reg. lat. 1063 », Bibliothèque de l’École des chartes, vol. 167, n° 2, 2009, p. 417‑464.
CAIRNS, John W, The Creation of the Ius Commune: From Casus to Regula, Edinburgh, Edinburgh University Press, 2010, 320p.
CAVALLAR, Osvaldo et Julius KIRSHNER,« Jurists and Jurisprudence in Medieval Italy: Texts and Contexts», University of Toronto Press, 2020, 896p.
CONTE, Emanuele, « Droit médiéval. Un débat historiographique italien », Annales. Histoire, Sciences Sociales.,  n° N.6, 2002, p. 1593‑1613.
DAUCHY, Serge, «The formation and transmission of Western legal culture : 150 books that made the law in the age of printing», Cham, Springer, 2016, 571p.
GIORDANENGO, Gérard, « Du droit civil au pouvoir royal : un renversement (Xlle • XVe Siècle) », Politiques et Management Public, vol. 5, n° 1, 1987, p. 9‑25.
KARSENTY, Alexandre, « Penser les marges juridiques par les marges manuscrites en droit romain médiéval : Le cas du mariage juif par Azon (m. ca. 1225) », Siècles. Cahiers du Centre d’histoire « Espaces et Cultures »,  n° 54, 14 juin 2023.
LANGLOIS, Ernest, « La Somme Acé », Mélanges de l’école française de Rome, vol. 5, n° 1, 1885, p. 110‑114.
MARNIER, A. J., « Les Sommes D’azon », Revue bibliographique et critique de droit français et étranger, vol. 1, n° 2/3, 1853, p. 170‑173.
MAYALI, Laurent, « Procureurs et représentation en droit canonique médiéval », Mélanges de l’école française de Rome, vol. 114, n° 1, 2002, p. 41‑57.
NEMO-PEKELMAN, Capucine, « Scandale et vérité dans la doctrine canonique médiévale (XII e - XIII e siècles) », Revue historique de droit français et étranger (1922-), vol. 85, n° 4, 2007, p. 491‑504.
POST, Gaines, «Studies in Medieval Legal Thought: Public Law and the State 1100-1322», Princeton University Press, 1964, 650p.
POST, Gaines, « Roman Law and Early Representation in Spain and Italy, 1150-1250 », Speculum, vol. 18, n° 2, 1943, p. 211‑232.
RADDING, Charles M., «The Origins of medieval jurisprudence: Pavia and Bologna 850-1150», New Haven, London, Yale University Press, 1988, 258p.
- Notices d'autorité :   - VIAF
  - ISNI
  - BnF (données)
  - IdRef
  - LCCN
  - GND
  - Italie
  - Espagne
  - Belgique
  - Pays-Bas
  - Israël
  - NUKAT
  - Catalogne
  - Vatican
  - Australie
  - Croatie
  - Tchéquie
  - Portugal